# Flickan vid stenbänken
Flickan vid stenbänken är en svensk dramaserie från 1989 i regi av Marianne Ahrne. Serien är fritt baserad på Maria Gripes böcker Skuggan över stenbänken (1982), ...och de vita skuggorna i skogen (1984) och Skuggornas barn (1986); den utspelar sig mellan 1911 och 1913. I huvudrollerna ses Anna Björk och Anna Edlund. Serien hade premiär den 14 januari 1989 på TV2. År 2001 sändes den i repris i sommarlovsprogrammet Vintergatan 5b.

## Handling
Berta och hennes två syskon lever i en skyddad värld hemma i det stora överklasshuset med mor och far i 1910-talets Sverige. En vinterkväll kommer Carolin in i deras värld, för att tjänstgöra i hushållet som sedan länge styrs med stadig hand av Svea. Carolin kastar om hela deras värld, river upp känslor både av förälskelse och av irritation; den senare känslan är det Svea som står för, då hon tycker att man ska veta sin plats. Men det dröjer inte länge innan Berta förstår att det är något som Carolin döljer. Varför är egentligen Carolin så intresserad av familjens fotoalbum? Vart är det hon smyger om nätterna? Hur kommer det sig att hon verkar ha en bror i staden som hon aldrig pratar om?
Carolin tycker att hon och Berta borde ge sig ut och tjäna piga tillsammans och de söker en plats på Rosengåva slott som sällskap till ett tvillingpar. Det blir en sommar Berta sent ska glömma. Syskonen Arild och Rosilda har aldrig varit utanför slottets murar; Rosilda, som förlorat talförmågan, förmedlar sig endast genom anteckningsböcker. Deras mor Lydia har tagit sitt liv; deras far Maximilian har de inte sett sedan de var små. De tas istället om hand av Amalia, deras gamla barnsköterska; och paret Axel och Vera Torsson. Familjen Falck af Stenstierna bär på många sorger och hemligheter och ryktena på bygden är många.

## Om serien
Serien spelades in sommaren 1988 på Trolleholms slott, norr om Eslöv (som får ikläda sig rollen som Rosengåva slott) samt i Lunds medeltida stadskärna.  
Hugget i sten ovanför porten till Rosengåva slott står den fiktiva slottsfamiljens valspråk: ASTRA REGUNT ORBEM; DIRIGIT ASTRA DEUS (Stjärnorna styr världen; men över stjärnorna råder Gud.)

## Rollista i urval
- Anna Björk – Berta
- Anna Edlund – Carolin
- Lena T. Hansson – mamma
- Bertil Lundén – pappa
- Magnus Sagrén – Roland
- Frida Hesselgren – Nadja
- Majlis Granlund – Svea
- Inga Landgré – farmor
- Gerhard Hoberstorfer – Arild
- Gaëlle Legrand – Rosilda
- Viveca Lindfors – Storråda
- Anita Björk – Amalia
- Hans Polster – Axel
- Chatarina Larsson – Vera
- Marika Lindström – Sofia
- Georg Årlin – kusken
- Marianne Stjernqvist – Emma
- Andrej Dziedziul – tjänare
- Gunnar Schyman – tjänare
- Bo Jönsson – tjänare
- Fia Lindfors – Louise
- Margareta Pettersson – dam på café
- Gustav Appelberg – officer
- Henning Jensen – analytikern
- Solbjörg Höjfeldt – butiksägarinnan
- Anna Westerberg – fru Wilander
- Mats Jäderlund – Frans
- Bo G. Andersson – Maximilian

## DVD
Serien har givits ut på DVD i Sverige av Atlantic Film.